# François Guéroult
François Guéroult, né le 4 août 1745 à Rouen et mort le 12 décembre 1804 à Fontaine-Guérard est un architecte et industriel du textile français.

## Biographie
Entré fort jeune à l’école de dessin dirigée à Rouen par Jean-Baptiste Descamps, François Guéroult obtint, par son intelligence et son application au travail, le prix d’architecture. Les plus honorables succès ayant constamment couronné ses études dans l’art de bâtir, Guéroult conquit dans sa ville natale, dont il fut nommé architecte, une réputation que d’importants et nombreux travaux vinrent pleinement justifier. Il fit construire sur ses plans tout le côté droit de la rue de Crosne et la première salle de spectacle rouennaise commencée en 1773 et terminée en 1776.
En octobre 1787, la rivière de Robec, grossie par de grands orages et par des pluies continuelles, étant débordée, enleva une partie de ses talus. Les désastres qui en pouvaient résulter pour la ville de Rouen éveillèrent l’attention de l’Administration des Eaux et Forêts et des officiers municipaux. Le maire de Rouen, Le Couteulx, fit détourner la rivière de son courant, afin de s’opposer à son envahissement tandis que, de son côté, Guéroult était chargé de trouver le moyen de rendre l’eau à la ville et de remédier promptement au préjudice considérable que son absence causait aux fabricants et aux manufacturiers établis le long de cette rivière. S’arrêtant au plan le moins coûteux et le plus expéditif, Guéroult fit construire en trois jours un caisson de cent huit pieds de long, destiné à servir de lit artificiel à la rivière. Les vannes ayant été levées, l’eau reprit son cours habituel au moyen de cette construction ingénieuse qui permit de réparer les dégâts causés au talus par le débordement.
Guéroult fit encore édifier, à peu de temps de là, un bâtiment pour filature, le plus spacieux qu'on ait vu jusqu’alors, à Louviers. À la même époque, il construisit à Rouen, rue de Bellegarde, une salle de manège et donna des plans pour l'embellissement du port de Rouen, plans dont les événements de Révolution empêchèrent l'exécution.
Dégoûté du séjour de sa ville natale, à cause de quelques troubles civils qui commençaient à y fermenter, Guéroult se retira, en 1791, à Fontaine-Guérard, où il bâtit de vastes ateliers de filature que lui-même exploita avec beaucoup d'intelligence.